# Hexafluoruro de wolframio
El fluoruro de wolframio(VI), también conocido como hexafluoruro de wolframio o hexafluoruro de tungsteno, es un compuesto inorgánico de wolframio y flúor de fórmula WF6. Es un compuesto corrosivo, en condiciones estándar es un gas incoloro con una densidad aproximada de 12.6 g/L (unas 11 veces más denso que el aire.), el WF6 es uno de los gases conocidos más pesados bajo condiciones estándar. El WF6 se emplea habitualmante en la producción de circuitos de semiconductores y placas de circuito a través del proceso de deposición química de vapor – después su descomposición, las moléculas de WF6 dejar un residuo de wolframio metálico. Esta capa sirve para disminuir la resistencia metálica de "interconexión".

## Propiedades

### Físicas
A presión ambiente y temperaturas superiores a 17 °C, el hexafluoruro de wolframio es un gas incoloro diamagnético. Entre los 2,3 y 17 °C, se condensa en un líquido de color amarillo pálido con una densidad de 3,44 g/cm³ a 15 °C. 
A 2,3 °C, se congela formando un sólido blanco de estructura cristalina cúbica, de constante de red 628pm y se calculó una densidad de 3,99 g/cm³. A -9 °C la estructura se transforma en un sólido ortorrómbico con las siguientes constantes de red a = 960,3 pm, b = 871,3 pm, y c = 504,4 pm, y una densidad de 4,56 g/cm³. En esta fase, la distancia W-F es de 181 pm, y los medios más cercanos contactos intermoleculares son 312pm. 
| Temperatura       | Cristalización | a [pm] | b [pm] | c [pm] | densidad (g·cm−3) |
| ----------------- | -------------- | ------ | ------ | ------ | ----------------- |
| −9 °C … 2,3 °C[5] | cúbica         | 628    |        |        | 3,99              |
| < −9 °C[7]        | ortorrómbica   | 960,3  | 871,3  | 504,4  | 4,56              |
| −140 °C[8]        | ortorrómbica   | 946,6  | 860,8  | 499,8  | 4,86              |
El WF6 es uno de los gases más pesados, con una densidad superior al más pesado de los gas elementales: el radón (9,73 g/L) y en el rango del poliestireno expandido. La densidad del WF6 en estado líquido y sólido es bastante moderada.
Su punto crítico es 179,6 °C, 45,7 bar y 1,28 kg/L, y el punto triple a 2,4 °C.[cita requerida]
La molécula de WF6 es octaédrica con el grupo de simetría Oh. La longitud del enlace W-F es de 183.2 p. m.. Esta simetría es similar a la mayoría de los compuestos relacionados. Pero tanto el hexahydruwolframio (WH6) como el hexametylwolframio (W(CH3)6 adoptar una estructura prismática trigonal. Se conocen numerosos hexafluoruros con otros metales y metaloides. Tales compuestos MF6 formar gases densos, sin embargo, cuando el elemento M es más pesado que el wolframio, el compuesto es líquido o sólido a temperatura ambiente.

### Químicas
En contacto con el agua, el fluoruro de tungsteno da fluoruro de hidrógeno (HF), oxifluoruros de tungsteno y trióxido de wolframio que se convierte en ácido wolfrámico con el agua:
{\displaystyle \mathrm {WF_{6}+4\ H_{2}O\longrightarrow H_{2}WO_{4}+6\ HF} }
A diferencia de otros fluoruros de metales, el WF6 no es un agente de fluoración útil ni un poderoso oxidante. Se puede reducirse al tetrámero amarillo WF4.

## Síntesis
El hexafluoruro de wolframio se obtiene por la reacción exotérmica del wolframio en una corriente de flúor a temperaturas entre 350 y 400 °C:
{\displaystyle \mathrm {W+3\ F_{2}\longrightarrow WF_{6}} }
El producto gaseoso se condensa y se separada las impurezas de WOF4 por destilación. Una variación de la fluoración directa, el metal se coloca en un reactor calentado, ligeramente presurizado a 8,3 a 14 kPa, con un flujo constante de WF6 infundido con una pequeña cantidad de flúor gaseoso.
En lugar de flúor gaseoso también se puede emplear: fluoruro de cloro (ClF), trifluoruro de cloro (ClF3) o trifluoruro de bromo (BrF3). Un método alternativo es la reacción de trióxido de wolframio (WO3) con fluoruro de hidrógeno (HF), BrF3 o tetrafluoruro de azufre (SF4). El hexafluoruro de wolframio puede también por la conversión de hexacloruro de wolframio (WCl6) se obtienen:
{\displaystyle \mathrm {WCl_{6}+6\ HF\longrightarrow WF_{6}+6\ HCl} }
{\displaystyle \mathrm {WCl_{6}+2\ AsF_{3}\longrightarrow WF_{6}+2\ AsCl_{3}} }
{\displaystyle \mathrm {WCl_{6}+3\ SbF_{5}\longrightarrow WF_{6}+3\ SbF_{3}Cl_{2}} }
Debido a la similitud química entre el molibdeno y el wolframio aparecen impurezas de hexafluoruro de molibdeno. Este se puede mediante la reducción, a una temperatura moderadamente elevada, de la mezcla de WF6, MoF6. Se eliminan mezcla con cualquier elemento, incluyendo el molibdeno

## Usos

### En semiconductores
El hexafluoruro de wolframio se emplea en el proceso de deposición de vapor químico para la producción de semiconductores. La descomposición de las moléculas de WF6 deja un residuo de tungsteno metálico. Esta capa sirve como una interconexión metálica de baja resistencia.
La expansión de la industria de los semiconductores en los años 1980 y 1990 llevó a un aumento en el consumo de WF6. LA producción mundial es de alrededor de 200 toneladas por año. El metal es atractiva debido a su estabilidad térmica y química relativamente alta y baja resistividad (5,6 μΩ · cm) y electromigración. El uso de WF6 se compara con sus compuestos relacionados (por ejemplo, CMT6 o WBR6) es más favorable, debido a su mayor presión de vapor, que conduce a mayores tasas de deposición. Desde 1967 se han desarrollado dos métodos de deposición, la descomposición térmica y la reducción con hidrógeno. La pureza del gas necesaria es bastante alta, oscila entre 99,98% y 99,9995%, dependiendo de la aplicación.
Las moléculas de WF6 deben descomponerse en el proceso de CVD. Esto se suele facilitar mediante la mezcla del WF6 con hidrógeno, silano, germano, diborano, fosfina, y gases similares que contienen hidrógeno.

#### Silicio
El WF6 reacciona al contacto con el sustrato de silicio. La descomposición del WF6 en contacto con silicio depende de la temperatura:
{\displaystyle \mathrm {2WF_{6}+3Si\longrightarrow 2W+3SiF_{4}} }     por debajo de 400 °C y
   {\displaystyle \mathrm {WF_{6}+3Si\longrightarrow W+3SiF_{2}} }         por encima de 400 °C
Esta dependencia es crucial se consume dos veces más silicio a temperaturas más altas. La deposición se produce selectivamente solo sobre Si puro, pero no en óxido de silicio o nitruro, por tanto, la reacción es altamente sensible a la contaminación o al pretratamiento del sustrato. La reacción de descomposición es rápida, pero se satura cuando el espesor de la capa de tungsteno alcanza 10-15 micrómetros. La saturación se produce porque la capa de tungsteno detiene la difusión de moléculas de WF6 al substrato de Si que es el único catalizador de descomposición molecular en este proceso.
Si la deposición no se produce en una atmósfera inerte sino que contiene oxígeno (aire), entonces en lugar de wolfranio, se produce una capa de óxido de wolframio.

#### Hidrógeno
El proceso de deposición se produce a temperaturas entre 300 y 800 °C y los resultados en la formación de vapores de ácido fluorhídrico:
{\displaystyle \mathrm {WF_{6}+3\ H_{2}\longrightarrow W+6\ HF} }
La morfología cristalina de las capas de wolframio depositado se puede controlar mediante la variación de la proporción WF6 / H2 y la temperatura del substrato: proporciones y temperaturas bajas dan como resultado cristales de wolframio orientados en (100), mientras que valores superiores favorecen la orientación (111). Formación de la IC es un inconveniente como el vapor de HF es muy agresivo y graba a la mayoría de los materiales. Además, el wolframio depositado muestra una pobre adhesión al dióxido de silicio que es el material de pasivación principal en la electrónica de semiconductores. Por lo tanto, el SiO2 tiene que estar cubierto con una capa amortiguadora adicional antes de la deposición de wolframio. Por otro lado, el grabado por HF puede ser beneficiosa para eliminar las capas deseadas de impureza.

#### Silano y germano
Los rasgos característicos de la deposición de wolframio mediante WF6/ SiH4 son alta velocidad, una buena adherencia y uniformidad de la capa. Los inconvenientes son peligro de explosión y la alta sensibilidad de la tasa de deposición y la morfología de los parámetros del proceso, tales como proporción de la mezcla, la temperatura del sustrato, etc. Por lo tanto, silano que comúnmente se utilizan para crear una capa de tungsteno nucleación delgada. A continuación, se cambió a hidrógeno, que ralentiza la deposición y limpia la capa.
La deposición de WF6/ GeH4 mezcla es similar a la de WF6/ SiH4, pero la capa de wolframio se contamina con relativamente pesado germanio (comparado con el Si) hasta concentraciones de 10-15%. Esto aumenta la resistencia de tungsteno de aproximadamente 5 a 200 μΩ · cm.

### Otros usos
Se emplea en la fabricación de carburo de wolframio
Como es un gas pesado el WF6 se puede usar como amortiguadores para controlar las reacciones de gas. Por ejemplo, se retarda la química de Ar / O2 / H2 llama y reduce su temperatura.

## Seguridad
El hexafluoruro de wolframio es un compuesto muy corrosivo que ataca a cualquier tejido. En contacto con fluidos corporales de los gases de forma ácido fluorhídrico, que se quema en la piel y las membranas mucosas del tracto respiratorio. La exposición de los seres humanos primero el gas afecta a los ojos y las vías respiratorias causando irritación, pérdida de visión, tos y formación excesiva de saliva y esputo. Tras una exposición prolongada, esto conduce a neumonitis y edema pulmonar, pudiendo ser fatal.
Debido a la formación de ácido fluorhídrico en la reacción de WF6 con la humedad, los recipientes de almacenamiento tienen juntas de teflón.